# 1430
Évszázadok: 14. század – 15. század – 16. század
Évtizedek: 1380-as évek – 1390-es évek – 1400-as évek – 1410-es évek – 1420-as évek – 1430-as évek – 1440-es évek – 1450-es évek – 1460-as évek – 1470-es évek – 1480-as évek
Évek: 1425 – 1426 – 1427 – 1428 –  1429 – 1430 – 1431 – 1432 – 1433 – 1434 – 1435

## Események

### Határozott dátumú események
- május 23. – Jeanne d’Arc-ot elfogják a burgundiak, amikor sereget vezet Compiègne felszabadítására.[1]
- július 13. – Rozgonyi Péter egri püspök újraalapítja a tatárdúlásban elpusztult egri Boldog Szűz Mária prépostságot.[2]

### Határozatlan dátumú események
- A husziták betörnek a Felvidékre és Nagyszombatig nyomulnak.
- A török elfoglalja Thesszalonikét[3] a velenceiektől.

## Születések
- Június 27. – Henry Holland, Exeter 3. hercege, Lancaster-párti nemes Angliában, a rózsák háborújának résztvevője (†  1475)
- II. Jakab skót király (†  1460)
- Robert Morton, angol zeneszerző (valószínű időpont)
- Antoine Busnois, burgundi zeneszerző (valószínű időpont)

## Halálozások
- Christine de Pisan, korának neves írója
- október 30. – Vitold litván nagyfejedelem